# 超大型干渉電波望遠鏡群

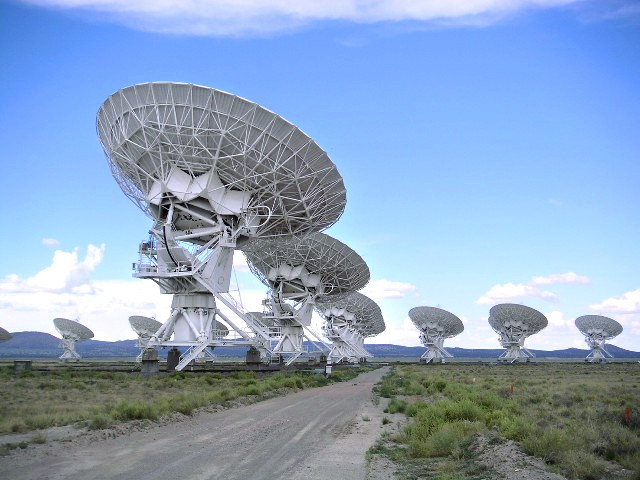
Very Large Array

カール・ジャンスキー超大型干渉電波望遠鏡群（カール・ジャンスキーちょうおおがたかんしょうでんぱぼうえんきょうぐん、英語：Karl G. Jansky Very Large Array, 略称VLA）はアメリカ国立電波天文台が持つ電波望遠鏡の一つであり、米国ニューメキシコ州にある。宇宙からの微弱な電波を捕らえる等するための施設である。
なお、開設から2012年3月までの名称には「カール・ジャンスキー」は含まれていなかった（後述）。

## 概要

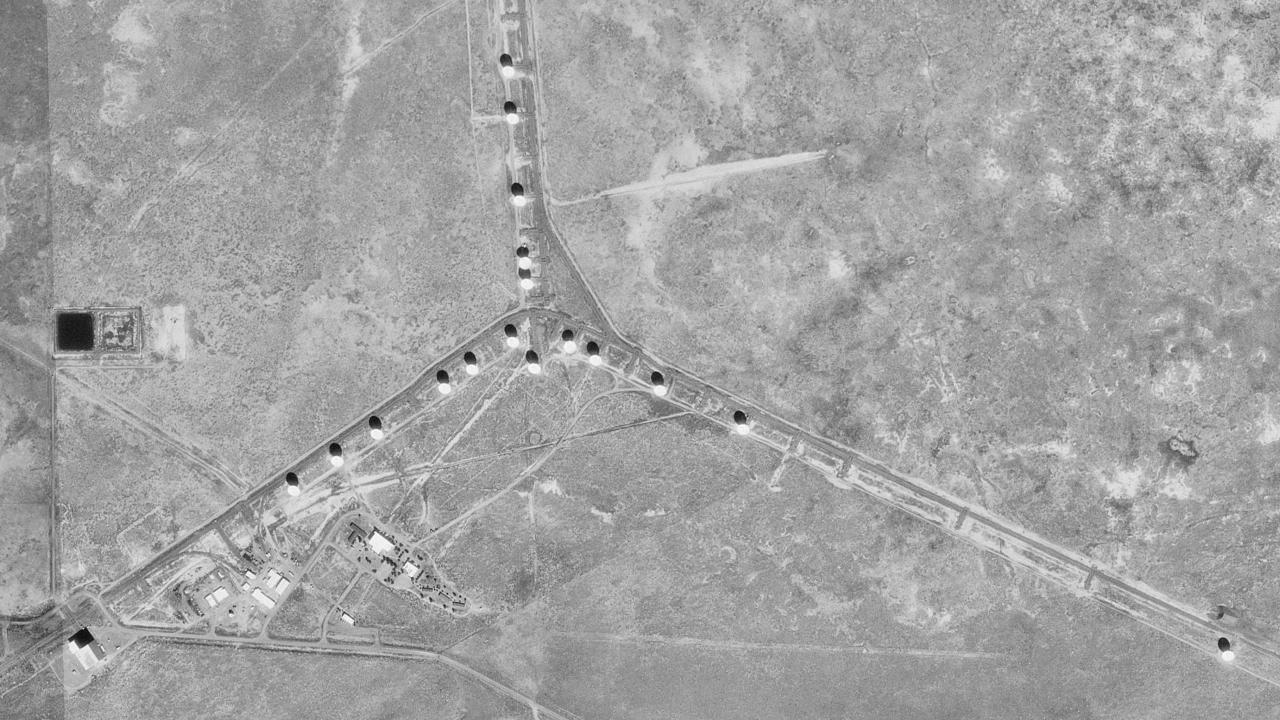
直上1,700mより撮影された施設敷地

望遠鏡群は、直径25mのパラボラアンテナ27基からなり、一辺が21kmの「Yの字」状に敷設された線路の上を移動させて配置し、観測を行う。
オペレーションセンター(Array Operations Center)は、ニューメキシコ州ソコロ郡ソコロにある、ニューメキシコ工科大学の敷地内に置かれているが、望遠鏡の本体であるパラボラアンテナ群はソコロから国道60号線を80km程西に行ったところにあるサンアグスティン平原に置かれており、ソコロ郡とカトロン郡に跨る、半径21km余りの広大な施設となっている。
また、VLAを改良しさらに高性能なものにするため、拡大VLA (Expanded VLA: EVLA) 計画が進行中である。受信機や相関器、データ転送系を改良することで感度を現状の5倍から20倍に向上させるとともに観測可能周波数帯を拡張し(第1段階)、パイタウンとロスアラモスに設置されているVLBAのアンテナと完全に同期させる他、計8つのアンテナをシステムに組み込み、空間分解能を10倍向上させる(第2段階)。2012年3月31日、この拡張計画が完成に近づいたとして、アメリカ国立電波天文台はVLAの名称を"Karl G. Jansky Very Large Array"に変更すると発表した。
これは、電波天文学の創始者であるカール・ジャンスキーを記念した名称である。

## 映像作品への登場
当施設の「超大型のパラボラアンテナが広大な敷地に整然と並んでいる」光景は映像として非常に映えるものであるためか、様々な映像作品、特にサイエンスフィクション作品に施設の遠景がよく登場する。
著名なものでは1984年公開の『2010年』（アーサー・C・クラーク原作）、1997年公開の『コンタクト』（カール・セーガン原作）に登場し、両作では敷地内が撮影現場としても使われた。